# 下宇川村
下宇川村（しもうかわむら）は、かつて京都府竹野郡にあった村。日本海に面していた。現在の京丹後市丹後町の東端にあたる。上宇川村と下宇川村の範囲を総称して宇川地域と呼ばれる。

## 地理
- 山岳
  - 権現山、岳山
- 河川
  - 吉野川、宇川
- 地形
  - 経ヶ岬、穴文珠

## 歴史
- 1889年（明治22年）4月1日 - 町村制の施行により、中浜村・久僧村・谷内村・上野村・上山村・尾和村・袖志村の区域をもって下宇川村が発足。
- 1955年（昭和30年）2月1日 - 間人町・豊栄村・竹野村・上宇川村と合併して丹後町が発足。同日下宇川村廃止。

## 行政

### 歴代村長
- 永雄文右衛門
- 永雄勝輔
- 畑中武左衛門
- 永雄文右衛門
- 田中太郎
- 横田秀真
- 花光英次郎
- 高元岸蔵
- 田中幸次郎
- 小谷源蔵
- 田中幸治郎
- 岡野正之
- 泉安右衛門
- 花光英作
- 吉村重兵衛
- 畑中武左衛門
- 小野藤吉
- 祝前梅治
- 高元正三
- 小野藤吉

## 教育
- 下宇川村立下宇川小学校
- 組合立宇川中学校

## 名所・旧跡・観光スポット
- 丹後松島
- 宇川温泉 よし野の里
- 穴文殊